# Нагпур
Наґпур (маратхі: नागपूर, англ. Nagpur) — місто в Індії, у північно східній частині штату Махараштра. З населенням 2,40 млн станом на 2011 рік, це 13-те за населенням місто в країні та найбільше в її центральній частині.

## Географія

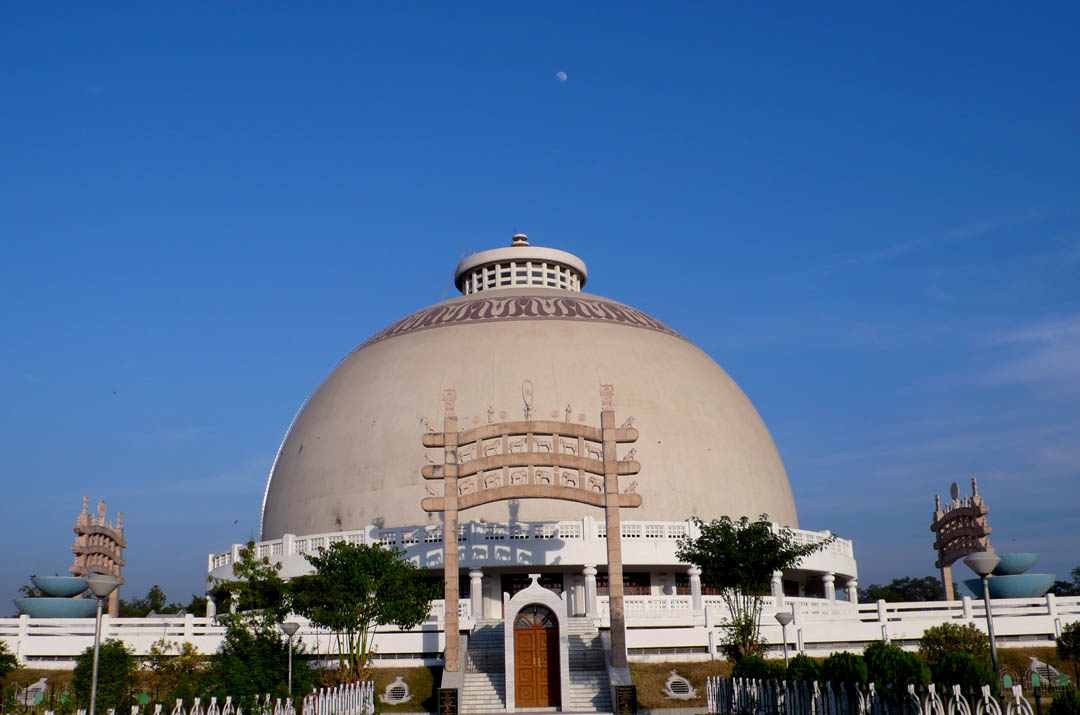
Ступа Дікшабхумі

Місто розташоване біля річки Наґ, майже в географічному центрі Індії.

### Клімат
Місто знаходиться у зоні, котра характеризується кліматом тропічних саван. Найтепліший місяць — травень із середньою температурою 35.3 °C (95.5 °F). Найхолодніший місяць — грудень, із середньою температурою 20.1 °С (68.2 °F).
| Клімат Наґпура          | Клімат Наґпура | Клімат Наґпура | Клімат Наґпура | Клімат Наґпура | Клімат Наґпура | Клімат Наґпура | Клімат Наґпура | Клімат Наґпура | Клімат Наґпура | Клімат Наґпура | Клімат Наґпура | Клімат Наґпура | Клімат Наґпура |
| Показник                | Січ.           | Лют.           | Бер.           | Квіт.          | Трав.          | Черв.          | Лип.           | Серп.          | Вер.           | Жовт.          | Лист.          | Груд.          | Рік            |
| Абсолютний максимум, °C | 33             | 37             | 41             | 47             | 47             | 45             | 38             | 40             | 39             | 37             | 35             | 32             | 47             |
| Середній максимум, °C   | 28,7           | 31,4           | 36,1           | 40,1           | 42,5           | 37,7           | 31,2           | 30,5           | 31,7           | 32,6           | 30,2           | 28,1           | 33,4           |
| Середня температура, °C | 20,9           | 23,3           | 27,7           | 32,1           | 35,3           | 32,1           | 27,6           | 27,1           | 27,4           | 26,3           | 22,8           | 20,1           | 26,9           |
| Середній мінімум, °C    | 13,1           | 15,1           | 19,2           | 24             | 28             | 26,4           | 24             | 23,6           | 23,1           | 20             | 15,3           | 12,1           | 20,3           |
| Абсолютний мінімум, °C  | 7              | 8              | 12             | 17             | 18             | 20             | 20             | 20             | 19             | 11             | 5              | 2              | 2              |
| Норма опадів, мм        | 10             | 10             | 10             | 10             | 10             | 200            | 340            | 270            | 190            | 50             | 10             | 10             | 1170           |
| ----------------------- | -------------- | -------------- | -------------- | -------------- | -------------- | -------------- | -------------- | -------------- | -------------- | -------------- | -------------- | -------------- | -------------- |
| Джерело: Weatherbase    |                |                |                |                |                |                |                |                |                |                |                |                |                |

## Історія

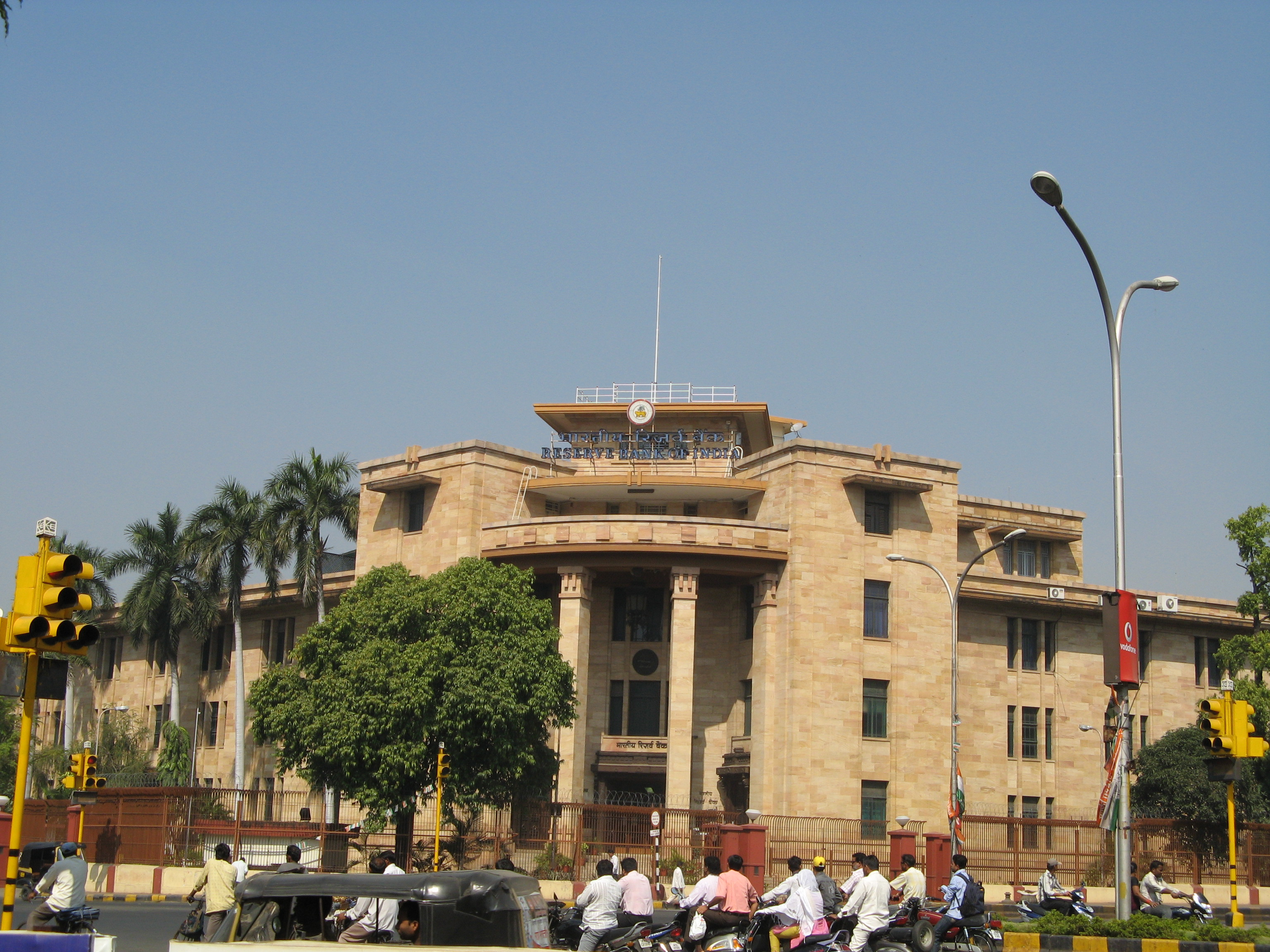
Філія Резервного банку Індії в Наґпурі

Закладений у 18-му столітті князем племені Ґондів, Наґпур швидко став столицею конфедерації Маратхів. У 19-му столітті місто перебувало під британським пануванням.

## Економіка
Продукція міста включає тканини, металургічні вироби, ліки, транспортне оснащення, бавовну та апельсини. У центрі міста розташований британський замок. Наґпур — освітній та культурний центр Індії.

## Транспорт
На початку березня 2019 року в місті відкрився метрополітен. Станом на 2021 рік в місті працює дві переважно естакадні лінії метро загальною довжиною понад 26 км.

## Уродженці
- Васудео С. Ґаїтонде (1924—2001) — індійський художник-абстракціоніст.